# Рогатый (посёлок)
Рогатый — посёлок в Малоархангельском районе Орловской области России. 
Входит в Луковское сельское поселение в рамках организации местного самоуправления и в Луковский сельсовет в рамках административно-территориального устройства.

## География
Расположен к 16 км к юго-востоку от райцентра, города Малоархангельск, и в 87 км к юго-востоку от центра города Орёл.

## Население
| 2002 | 2010 |
| ---- | ---- |
| 329  | ↘275 |

Согласно результатам переписи 2002 года, в национальной структуре населения русские составляли 95 % от жителей.